# NKL-26

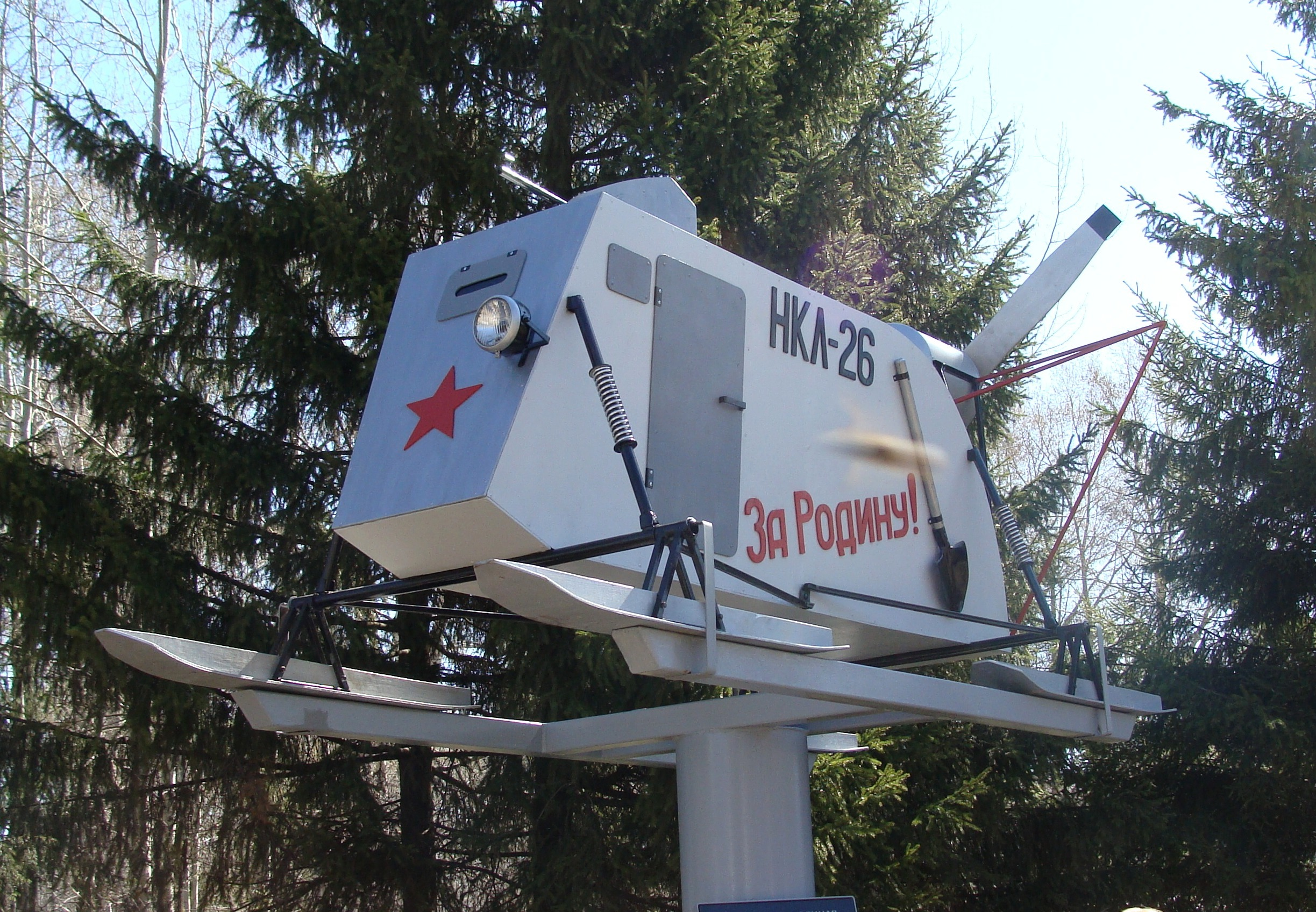
Sáně jako památník ve městě Korjažma

NKL-26 byly sovětské bojové aerosaně. Byly dlouhé 5,5 metru a široké 2,5 m, vážily 1284 kg. Uzavřená karosérie byla zhotovena ze dřeva, její čelo bylo opatřeno ocelovým pancířem. Sáně měly čtyři dřevěné, samostatně ovladatelné ližiny. Poháněl je letecký pětiválcový motor Švecov M-11 s dvoulistou vrtulí dlouhou 240 cm. Palivová nádrž byla umístěna v zadní části vozidla. Maximální rychlost činila 35 km/h. Posádku tvořili řidič a střelec ozbrojený tankovou verzí kulometu DP ráže 7,62 mm.
Vývoj aerosaní v Rusku lze datovat již do počátku 20. století. Pro vojenské účely byly použity již za první světové války. Za druhé světové války byly používány Rudou armádou k zásobování i k útočným akcím (např. k přepadům). Sloužily také k dopravě pěchoty do blízkosti nepřítele. Osvědčily se v krajích bez udržovaných cest, nehodily se však do kopců a hustých lesů.